# Грейф, Оливье
Оливье Грейф (фр. Olivier Greif; 13 января 1950, Париж — 13 мая 2000, Париж) — французский композитор и пианист.

## Биография и творчество
Начал играть на фортепиано в три года, сочинять музыку — с девятилетнего возраста. Окончил Парижскую консерваторию, где учился у Люсетт Декав (фортепиано), Тони Обена (композиция), Жана Юбо (камерный ансамбль) и др. С 1969 г. занимался в Джульярдской школе под руководством Лучано Берио, затем ассистировал ему при постановке Оперы Берио в Опере Санта-Фе. В 1971 г. вернулся в Парижскую консерваторию и ещё некоторое время изучал в ней оркестровку и аранжировку; к этому времени относится период сотрудничества Грейфа с пианисткой Катей Лабек, для которой он написал цикл фортепианных миниатюр. В 1978 году стал последователем Шри Чинмоя, перелагал на музыку его стихи и тексты и получил духовное имя Харидаш (на санскрите «Слуга Божий»).
К 1960-70-м гг. относится значительное количество камерных (преимущественно фортепианных) сочинений Грейфа. В 1981 г. состоялась концертная премьера камерной оперы «Но» (фр. Nô) на либретто Марка Шолоденко, встреченной коллегами (Мессиан, Булез) и критикой настолько прохладно, что Грейф почти на 10 лет практически прекратил сочинять, занимаясь в это время, главным образом, пропагандой учения Шри Чинмоя во Франции.
Возвращение Грейфа к активной музыкальной деятельности ознаменовалось, в частности, его участием в записи фортепианного квартета Флорана Шмитта вместе с Режисом и Брюно Паскье и Роланом Пиду, получившей в 1992 г. одну из французских премий в области звукозаписи. К 1993 году относится важный для Грейфа вокальный цикл «Письма из Вестерборка» (фр. Lettres de Westerbork) на текст писем Этти Хиллесум и отрывков из псалмов; за этим сочинением последовала и другая работа Грейфа, связанная с Холокостом, — Симфония № 1 для голоса с оркестром на стихи Пауля Целана (1997). Эта тема была важна для композитора, в том числе, потому, что его отец происходил из польских евреев и сумел выжить в Аушвице, где провел 1944—1945 годы. Струнный квартет Грейфа № 3 «Фуга смерти» (нем. Todesfuge; 1998, с вокальной партией) также был вдохновлён стихотворением Пауля Целана, однако в итоге Грейф отказался от мысли положить его на музыку и заменил текст стихотворением Дилана Томаса And Death Shall Have no Dominion. Для следующего, четвёртого квартета Грейфа литературной основой послужил роман Джеймса Джойса «Улисс». Среди других поздних произведений Грейфа — ряд вокальных сочинений, в том числе на стихи Ли Бо, Джона Донна и других английских поэтов-метафизиков, Уильяма Блейка, Гёльдерлина, Альфреда де Мюссе, Гейне, Превера, Пола Боулза. В его наследие, среди прочего, входят 23 фортепианные сонаты. К числу наиболее известных сочинений композитора относится Соната-реквием для виолончели и фортепиано (1979).
Внезапно скончался от неустановленных причин. Похоронен на кладбище Монпарнас.

## Признание
Неоднократный лауреат премий Института Франции и др. наград как композитор и пианист.
Памяти Грейфа посвящено сочинение Паскаля Амуайеля Sadhana для голоса и виолончели.